# Lamprolophus
Lamprolophus é um gênero de mariposa pertencente à família Acrolepiidae.